# Gush Etzion
Goesj Etsion / Gush Etzion (Hebreeuws: גוש עציון, Arabisch: جوش عتصيون) is een  Israëlisch nederzettingsblok ten zuidwesten van Bethlehem. Het is in 1967 gesticht op de door Israël bezette Westelijke Jordaanoever in het Palestijnse gouvernement Bethlehem. Het blok omvat 20 nederzettingen en outposts (illegale onderkomens op nabijgelegen land ter voorbereiding op annexatie bij een nederzetting) onder lokaal bestuur van de Regionale raad van Gush Etzion en de twee onafhankelijke nederzettingen Beitar Illit en Efrat.

## Voorgeschiedenis
Gedurende het Britse mandaat over Palestina (24 juli 1922 - 15 mei 1948), vestigde zich hier in 1927 een groep religieuze Jemenitische joden die zich op bijbelse tradities baseerden. In 1929 waren zij na het uitbreken van de ongeregeldheden tussen Joden en Arabieren gedwongen te vertrekken. Daarna werden nog drie pogingen gedaan. Uiteindelijk waren er, met de stichting van Kfar Etzion in 1943, vier van elkaar verschillende gemeenschappen.
Aan het eind van het Britse mandaat over Palestina namen de Verenigde Naties in november 1947 in de algemene vergadering resolutie 181 aan dat de opsplitsing van Palestina in een Joodse en een Arabische staat voorzag. Daarop brak in Palestina een burgeroorlog uit die uitmondde in de Arabisch-Israëlische Oorlog van 1948.
Tijdens deze oorlog werd fel gevochten om Jeruzalem tussen Joodse strijders en het leger van Transjordanië, het Arabisch Legioen. Tijdens de gevechten met Palmach-militanten rond de wijk Katamon in het zuiden van Jeruzalem in april 1948, blokkeerden bewoners en soldaten uit de nederzetting van Goesj Etsion de weg van Hebron naar Jeruzalem voor het Arabisch Legioen en legden er hinderlagen aan. In de gevechten die hierop volgden, kwamen 240 strijders en kolonisten om.
Op 14 mei 1948 werd door David Ben Goerion de staat Israël uitgeroepen. In de daaropvolgende Arabisch-Israëlische Oorlog veroverde Israël 77% van Palestina en werd de Westelijke Jordaanoever en Oost-Jeruzalem door Transjordanië bezet. De vier joodse gemeenschappen van Kfar Etzion waren in die oorlog verwoest.
In de Zesdaagse Oorlog van juni 1967 veroverde Israël de Westelijke Jordaanoever en Oost-Jeruzalem op Jordanië. Daarop keerden sommige kolonisten naar de plek in het nu door Israël militair bezette gebied terug.

## Israëlische nederzettingen
Vanaf die tijd, 1967, werden Israëlische nederzettingen gesticht, waaronder Goesj Etsion. De Verenigde Naties bestempelen Israëlische nederzettingen als illegaal; Israël bestrijdt deze opvatting., hoewel een document aantoont dat de Israëlische regering in 1969 wist dat de bouw van nederzettingen op grondgebied, waarvan werd beweerd dat het voor militaire doeleinden in bezit was genomen, illegaal was.
Na een golf van aanslagen in Israël werd vanaf 2002 de Israëlische Westoeverbarrière aangelegd. Deze barrière volgt niet overal de Groene Lijn, de wapenstilstandsgrens van 1949, maar omsluit ook de Israëlische nederzettingen, waardoor Palestijnse dorpen geïsoleerd en gescheiden werden van hun landbouwgrond, wijn- en olijfboomgaarden en andere delen van de Westelijke Jordaanoever. Israël beschouwt deze nederzettingen als behorend bij Israël. Vanwege de aanslagen werden voor de inwoners van de nederzettingen aparte tunnels en wegen aangelegd (zie foto) en werden militaire checkpoints (controleposten) ingesteld.
Onder de bestuurlijke Israëlische Regionale Raad van Gush Etzion zijn intussen 22 nederzettingen gesticht, waarvan Betar Illit de grootste is, en outposts (waaronder Bat Ayin, Kfar Etzion en Kedar). Er is daarmee een blok van nederzettingen gevormd die samen met de Westoeverbarrière vele Palestijnse stadjes in het Gouvernement Bethlehem insluiten of afsluiten van hun landbouw- en weidegebied, zoals Al Walaja, Nahalin, Battir en Husan aan de ene kant, en Beit Jala en Beit Sahour aan de andere kant. 
Intussen is de nederzetting Goesj Etsion uitgegroeid tot 22.700 Israëlische inwoners.